# Giovanni Viotti (stuckatör)
Giovanni Viotti, född 1828 i Italien, död 15 maj 1852 på Överum, Kalmar län, var en italiensk stuckatör.
Viotti kallades in till Sverige i samband med att Per Axel Nyström renoverade Överums bruksherrgård 1847–1849. På herrgården utförde han rikliga stuckaturer och inläggningar i tak och väggar. 